# Plava grobnica
Plava grobnica (en serbe cyrillique : Плава гробница ; en français : Le Tombeau bleu) est une ode écrite par le poète serbe Milutin Bojić pendant la Première Guerre mondiale. Elle fait partie du recueil Poèmes de douleur et d'orgueil (Pesme bola i ponosa/Песме бола и поноса) composé de 34 poèmes et odes rédigés en 1917. Poème de guerre, ce « tombeau bleu » est celui des soldats serbes, « couchés frère contre frère » (Bojić), qui sont morts dans la mer Adriatique près de l'île de Vído, en Grèce.

## Présentation du poème
Dans son poème, Bojić narre le destin tragique de la Serbie, dont l'armée avait traversé le Monténégro et l'Albanie pour les îles grecques de Corfou et de Vído après leur défaite face aux troupes austro-hongroises et bulgares.
Plus de 5 000 soldats serbes y sont « enterrés » en mer.

## Mémorial

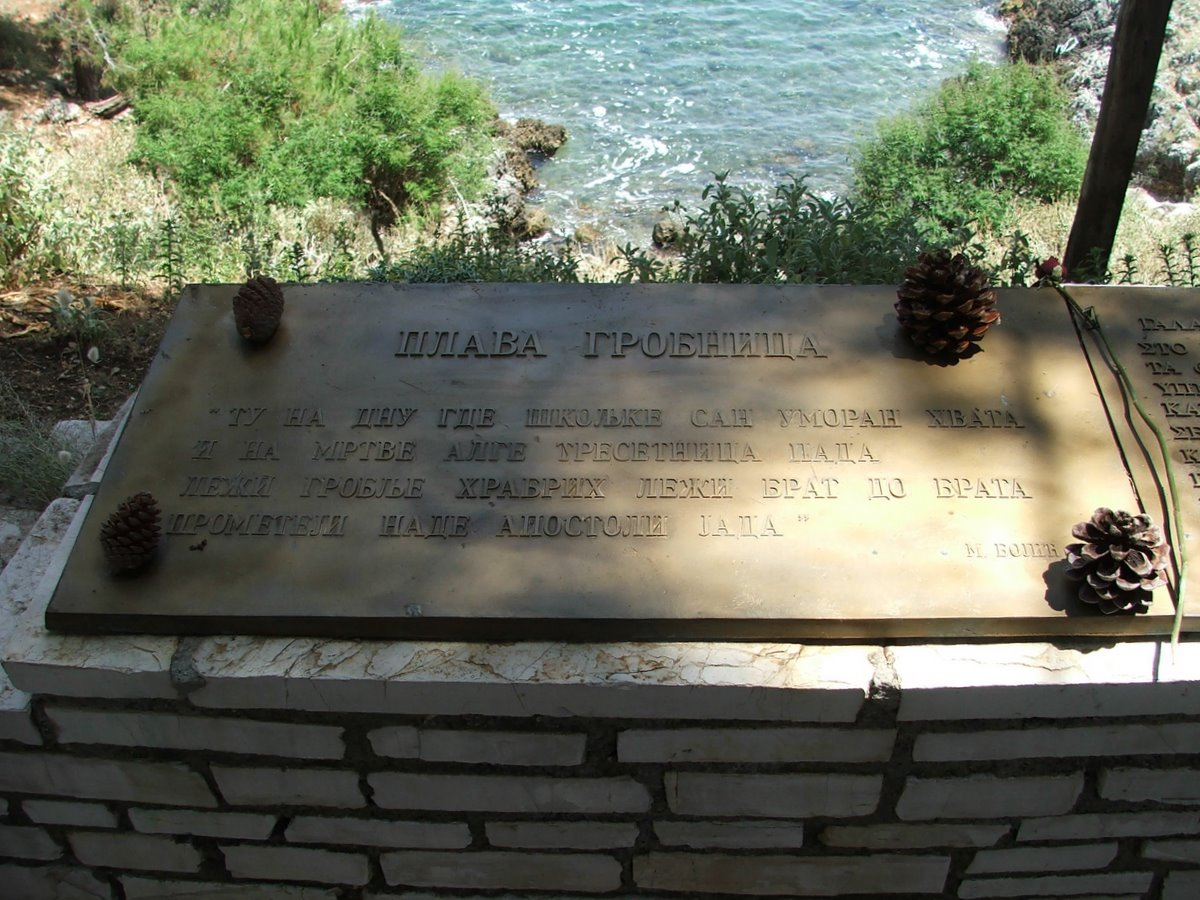
Plaque commémorative sur l'île de Vído
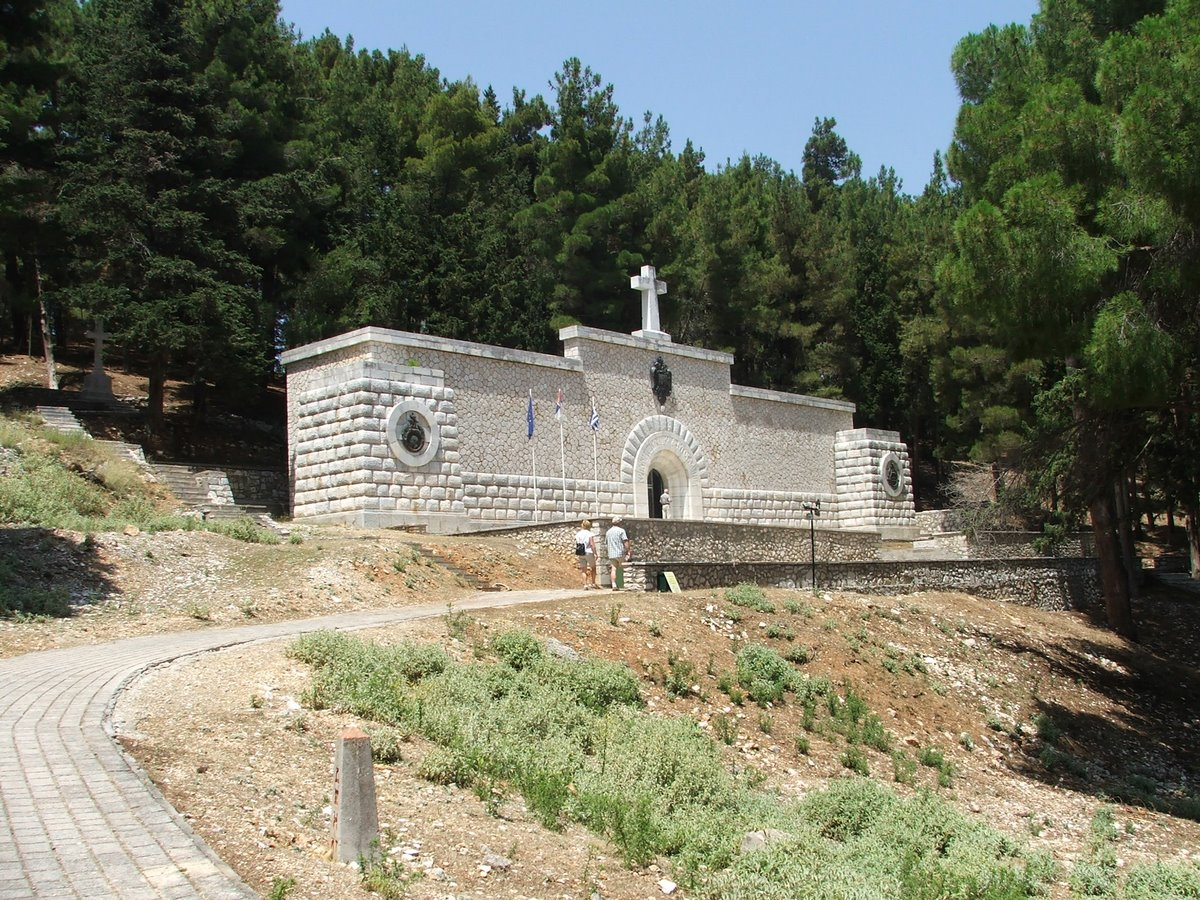
Mausolée serbe sur l'île de Vído